# Miss Earth 2002
| Data:                | 29 października 2002     |
| Kraj:                | Filipiny                 |
| Miasto:              | Pasay                    |
| Gala finałowa:       | Folk Arts Theater        |
| Liczba uczestniczek: | 53                       |
| Zwyciężczyni:        | Winfred Omwakwe Kenia    |
| Poprzedniczka:       | Catharina Svensson Dania |
| Następczyni:         | Dania Prince Honduras    |
| -------------------- | ------------------------ |

Miss Earth 2002 – drugi konkurs Miss Earth. Odbył się on 29 października 2002 roku w Folk Arts Theater, w Pasay na Filipinach. W konkursie wzięły udział 53 uczestniczki. Dzięki temu konkurs Miss Earth stał się 3. na świecie pod względem liczby uczestniczek. Tytuł Miss Earth 2002 zdobyła reprezentantka Bośni i Hercegowiny. Jednak 28 maja 2003 r. z powodu niewywiązywania się z postanowień kontraktu jej obowiązki przejęła 1. wicemiss - Winfred Omwakwe, reprezentantka Kenii. Winfred Omwakwe została oficjalnie koronowana na Miss Earth 2002 7 sierpnia 2003 r. w Carousel Gardens, w Mandaluyong City na Filipinach. Wśród 23 debiutujących w konkursie państw znalazła się Polska, którą reprezentowała Agnieszka Portka.

## Rezultat finałowy
| Wyniki finału                | Uczestniczka |
| ---------------------------- | --- |
| Miss Earth 2002              | - Bośnia i Hercegowina - Džejla Glavović zdetronizowana 28 maja 2003 r. |
| Miss Powietrza (1. wicemiss) | - Kenia - Winfred Adah Omwakwe przejęła tytuł |
| Miss Wody (2. wicemiss)      | - Jugosławia - Slađana Božović |
| Miss Ognia (3. wicemiss)     | - Grecja - Juliana Patricia Drossou |
| Półfinalistki                | - Chile - Nazhla Sofía Abad - Filipiny - April Rose Lim Perez - Finlandia - Elina Hurve - Hiszpania - Cristina Carpintero - Kolumbia - Diana Patricia Botero - Peru - Claudia Ortiz de Zevallos |

## Nagrody specjalne
| Nagroda specjalna                 | Uczestniczka                           |
| --------------------------------- | -------------------------------------- |
| Miss Fotogeniczności              | Filipiny - April Rose Lim Perez        |
| Najlepszy Kostium Narodowy        | Korea - Lee Jin-ah                     |
| Miss Przyjaźni                    | Gibraltar - Charlene Gaiviso           |
| Miss Talentu                      | Bośnia i Hercegowina - Džejla Glavović |
| Najładniejsza w stroju kąpielowym | Kolumbia - Diana Patricia Botero       |
| Najładniejsza w sukni wieczorowej | Peru - Claudia Ortiz                   |

## Uczestniczki
- Albania - Anjeza Maja
- Argentyna - Mercedes Apuzzo
- Australia - Ineke Candice Leffers
- Barbados - Ramona Ramjit
- Belgia - Stéphanie Moreel
- Boliwia - Susana Valeria Vaca Díez
- Bośnia i Hercegowina - Džejla Glavović
- Chile - Nazhla Sofía Abad González
- Chiny - Zhang Mei
- Czechy - Apolena Tumova
- Dania - Julie Kristen Villumsen
- Dominikana - Yilda Santana Subervi
- Egipt - Ines Gohar
- Estonia - Merilin Malmet
- Etiopia - Nardos Tiluhan Wondemu
- Filipiny - April Rose Lim Perez
- Finlandia - Elina Hurve
- Ghana - Beverly Asamoah Jecty'
- Gibraltar - Charlene Gaiviso
- Grecja - Juliana Patricia Drossou
- Gwatemala - Florecita de Jesús Cobián Azurdia
- Hiszpania - Cristina Carpintero
- Honduras - Leslie Paredes Barahona
- Indie - Reshmi Ghosh
- Jugosławia - Sladjana Bozovic
- Kanada - Melanie Grace Bennett
- Kenia - Winfred Adah Omwakwe

- Kolumbia - Diana Patricia Botero Ibarra
- Korea - Lee Jin-ah
- Kosowo - Mirjeta Zeka
- Kostaryka - María del Mar Ruiz Carballo
- Liban - Raghida Antoun Farah
- Malezja - Pamela Ramachandran
- Meksyk - Libna Viruega Roldán
- Nepal - Nira Gautam
- Niemcy - Miriam Thiele
- Nigeria - Vanessa Ibiene Ekeke
- Nikaragua - Yahoska Maria Cerda Urbina
- Norwegia - Linn Naimak Olaisen
- Panama - Carolina Lilibeth Miranda Samudio
- Paragwaj - Adriana Raquel Baum Ramos
- Peru - Claudia Ortiz de Zevallos Cano
- Polska - Agnieszka Portka
- Portoryko - Deidre Rodríguez
- Salwador - Elisa Sandoval Rodríguez
- Singapur - Gayathri Unnijkrishan
- Stany Zjednoczone - Casey Marie Burns
- Szwajcaria - Jade Chang
- Tajlandia - Lalita Apaiwong
- Tanzania - Tausi Abdalla
- Uganda - Martha Semegura Nambajjwe
- Wenezuela - Dagmar Catalina Votterl Peláez
- Węgry - Szilvia Toth
- Wielka Brytania - Louise Glover